# Festivali i Këngës 28
Festivali i Këngës 28 var den 28:e upplagan av Festivali i Këngës, en musikfestival, som hölls mellan den 25 och 27 december 1989, för första gången på Pallati i Kongreseve i Tirana i Albanien. Programledare var skådespelerskan Luiza Xhuvani. Vinnare blev Frederik Ndoci, Julia Ndoci, och Manjola Nallbani med låten "Toka e diellit".